# SimRefinery
SimRefinery est un jeu de simulation, développé par Maxis en 1993 et sortie la même année sur Windows et Mac OS. Ce jeu permet aux joueurs de prendre en main la compagnie pétrolière Chevron, après le grand succès de SimCity.

## Développement
Selon Will Wright, avant Chevron, EA avait demandé à d'autres entreprises tels que PizzaHut la permission de les inclure dans le simulateur .

## Système de jeu
Le gameplay se concentre avant tout autour de la gestion de raffinerie de pétrole. Le joueur évolue dans le rôle d'un directeur devant contrôler le niveau de sécurité de l'entreprise ainsi que tout le travail à l'usine. Il doit contrôler le point d'équilibre entre l'offre et la demande sur le pétrole et l'approvisionnement sur le marché international. Les graphismes sont identiques à ceux de SimCity.

## Critiques
Selon Virginmedia, le jeu est entré dans le top dix des jeux les plus ennuyeux de l'histoire.